# 朱里みさを
朱里 みさを（しゅり みさお、1924年12月15日 - 1999年3月9日）は、日本の舞踊家、振付家。専門ジャンルはジャズダンス。宝塚歌劇団で振付を担当した。本名：田辺藤枝。朱里エイコの母。

## 経歴
島根県簸川郡乙立村大字東村(現・出雲市佐田町東村)生まれ。代々神官の家で、幼い頃から巫女舞いを習っていたが、7歳のとき、父が大きな借金を残して急死し、人生が暗転。人質として債権者の家に預けられ、一日中、牛の世話や草履作りなどをする。その後今市町の叔母宅で子守奉公。女学校の夜学に通いながら東洋レーヨンの今市工場で女工などをし、16歳のとき上京。転がり込んだ叔父宅の前の家がたまたま橘秋子のバレエのレッスン場で、女中として住み込みバレエを習う。戦争を挟んで橘と溝ができ、戦後浅草の「オペラ館」に飛び込む。ここでスターダムにのし上がり、秋山信一と結婚、「朱里みさを舞踏団」として巡業中の北海道札幌市で朱里エイコが生まれる。しかし秋山の暴力が酷く、離婚し、その後宮城まり子の弟・宮城秀雄と再婚。この宮城は後に交通事故で死んだ。
1957年、アメリカのプロデューサー・トーマス・ポールに才能を見出され、14人の舞踏団を率いて渡米。各地のショーは大成功し「ミサヲ・シュリ」の名は全米に轟いた。『エド・サリヴァン・ショー』にも出演した。

## 著書
- 朱里みさを『裸の足』オリオン出版社、1971年。全国書誌番号:75043614。
- 朱里みさを 著、クリームカンパニー&高梨さゆみ 編『人生はザ・オーディション』白馬出版、1987年。全国書誌番号:87047248。